# Queen's House

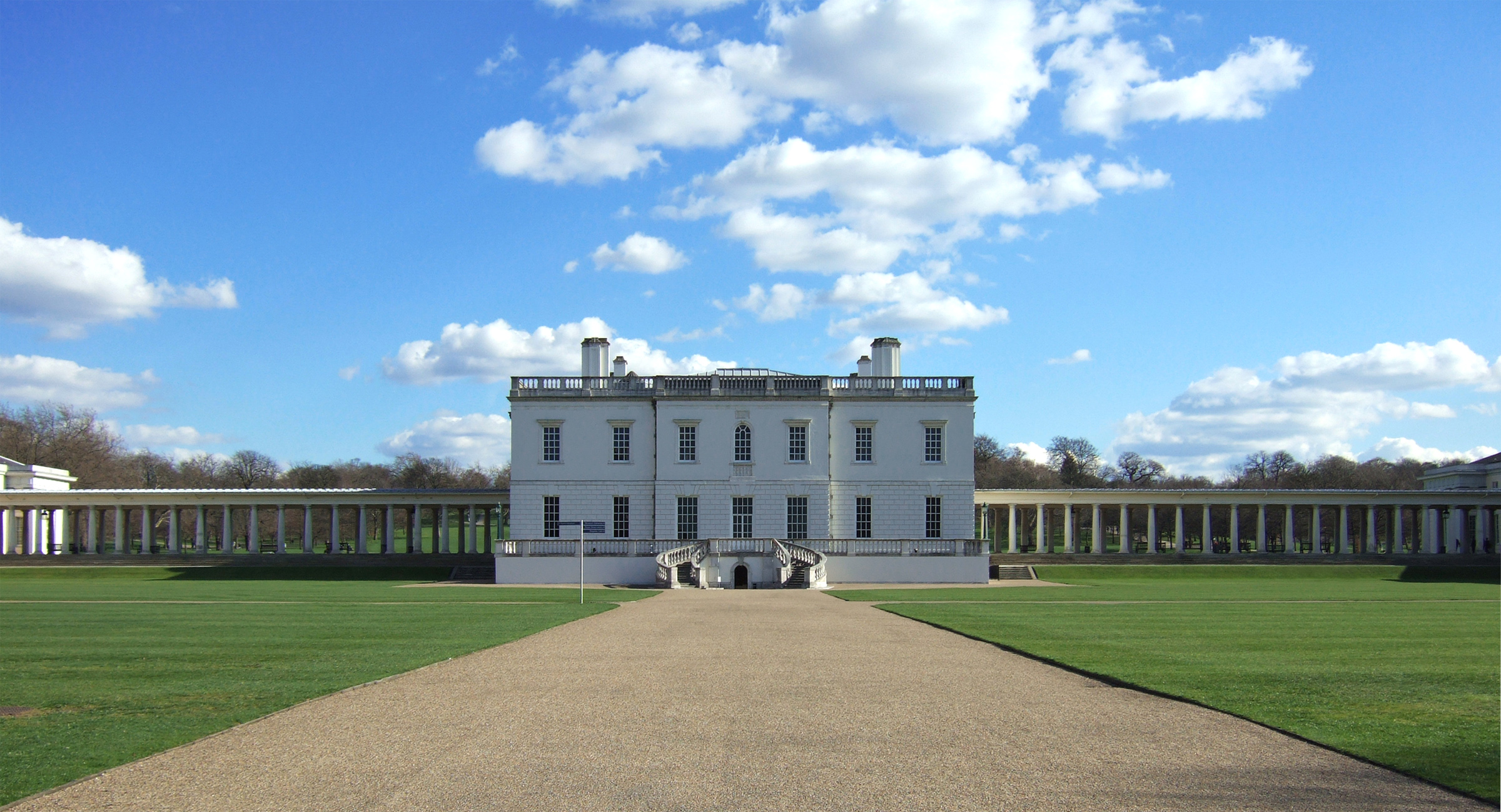
Queen's House

Queen's House is een Britse voormalige koninklijke residentie gebouwd tussen 1616 en 1635 in Greenwich, een paar kilometers stroomafwaarts van de City of London. De architect was Inigo Jones, voor wie het vroeg in zijn carrière een cruciale opdracht was. Het was een residentie voor Anne van Denemarken, de koningin van koning James I. Queen's House is een van de belangrijkste gebouwen in de Britse architectuurgeschiedenis en is het eerste bewust classicistisch bouwwerk dat in het land is gebouwd. Het was Jones' eerste grote opdracht na zijn terugkeer van zijn studies in Italië en zijn grote studiereis van 1613-1615 waar hij mee door Andrea Palladio werd doordrongen van de Italiaanse Romeinse, Renaissance en Palladiaanse architectuur in Italië.
Sommige oudere Engelse bouwwerken, zoals Longleat en Burghley House waren eveneens schatplichtig aan het classicisme, maar eerder beperkt tot deelaspecten of details, gemengd met andere bouwstijlen en niet voor heel het project systematisch toegepast. Queen's House was baanbrekend voor Engelse ogen in die tijd. Jones wordt gecrediteerd voor de introductie van Palladianisme in Engeland met de bouw van Queen's House, hoewel het van de wiskundige maten van Palladio afwijkt en dus niet strikt vormcorrect Palladiaans is. Het is waarschijnlijk dat het onmiddellijk voorbeeld voor Jones eigenlijk de Villa Medici in Poggio a Caiano is, een ontwerp van Giuliano da Sangallo.
Sinds de jaren zeventig is het gebouw geklasseerd en beschermd als een Grade I listed building en als scheduled monument, die elke aanpassing aan bouwwerk of omgeving verhindert, inclusief de 35 meter vlakte lopend tussen de omliggende historische bouwwerken van het Old Royal Naval College tot de oevers van en met direct uitzicht op de Theems. Queen's House wordt nu gebruikt om een gedeelte van de collectie van het aangrenzende National Maritime Museum ten toon te stellen, meer bepaald een omvangrijke collectie maritieme schilderijen en portretten. 
In 2012 werd Queen's House ook onderdeel van de Royal Museums Greenwich. Ten zuiden van de residentie ligt het Greenwich Park.